# Het vuur van de herfst
Het vuur van de herfst (in het Verenigd Koninkrijk en de Verenigde Staten uitgegeven onder de titel Drums of Autumn) is het vierde deel in de achtdelige Outlander-serie, geschreven door de Amerikaanse schrijfster Diana Gabaldon. Het werd voor het eerst gepubliceerd in 1997 door Delacorte Press.
Het verhaal gaat over de 20ste-eeuwse, door de tijd reizende dokter Claire Randall Fraser en haar 18de-eeuwse man Jamie Fraser. Het verhaal speelt zich af in Schotland en de Verenigde Staten van voor de Amerikaanse Onafhankelijkheidsoorlog.

## Inhoud
De heldin uit De reiziger, Claire, is in Het vuur van de herfst herenigd met haar man Jamie Fraser en ziet een leven tegemoet in de Amerikaanse koloniën. Het  boek begint waar het vorige deel De verre kust is geëindigd, met Claire en Jamie gestrand op de kust van Georgia. Ze reizen door naar Noord-Carolina, waar ze proberen zich te vestigen.
Brianna Ellen Fraser, dochter van Claire en Jamie, en Roger Wakefield blijven veilig achter in de 20ste eeuw. Zonder haar moeder heeft Brianna het zwaar; ze is nieuwsgierig naar haar biologische vader. In haar zoektocht naar informatie komt ze een tragisch stuk geschiedenis tegen waarin wordt gesuggereerd dat Claire en Jamie overlijden. Door deze ontdekking beslist Brianna terug in de tijd te gaan om haar ouders te redden, met Roger vlak achter haar aan.